# 木綿蔵ちた
手織りの里 木綿蔵ちた（ておりのさと もめんぐらちた）は、愛知県知多市岡田町にある知多木綿の展示体験施設である。文化財としての名称は木綿蔵ちた（旧竹内虎王商店木綿蔵）（もめんぐらちた きゅうたけうちとらおうしょうてんもめんぐら）。最盛期には知多木綿の70%が知多郡岡田村で扱われたとされ、岡田は「知多木綿のふるさと」と呼ばれる。

## 歴史

### 木綿蔵や工場として
1898年（明治31年）、知多郡岡田村の竹内虎王は竹内式力織機を発明し、1901年（明治34年）に竹内木綿工場を創業した。明治時代後期または大正時代初期、竹内虎王商店の倉庫としてこの木綿蔵が建設された。昭和初期には知多（愛知県）、松阪（三重県）、泉州（大阪府）が「日本の三大綿織物生産地」と呼ばれた。竹内虎王商店の倉庫から丸登織布工場への変更を経て、1987年（昭和62年）頃に織布工場が閉鎖されたとされる。

### 展示体験施設として
1994年（平成6年）には隣接していた丸登織布の従業員宿舎が取り壊され、木綿蔵の建物の保存活用運動が起こると、1995年（平成7年）7月7日に展示体験施設の手織りの里 木綿蔵ちたが開館した。2014年（平成26年）4月25日には登録有形文化財に登録された。2013年（平成25年）には隣接する知多岡田簡易郵便局が知多市初の登録有形文化財に登録されており、木綿蔵ちたは同市2件目の登録有形文化財である。
2014年（平成26年）10月には愛知登文会によって、愛知県内の37件の登録有形文化財の特別公開（後のあいたて博）が初めて行われたが、この際には木綿蔵ちたや知多岡田簡易郵便局も公開の対象となった。2017年（平成29年）には岡田地区において旧中七木綿本店の各建物も登録されている。

## 建築
知多市岡田地区の南東部にあり、北側には知多岡田簡易郵便局が隣接している。土蔵造の2階建であり、屋根は切妻造・桟瓦葺である。基礎は石積みであり、湿気を避けるために高床となっている。外壁には漆喰が塗られている。2か所に出入口があるが、1階・2階ともに内部は一室である。